# Quận Washington, Florida
Quận Washington là một quận nằm ở bang Florida. Năm 2000, dân số của quận này là 20.973. Con số ước tính dân số năm 2005 của quận này theo Cục điều tra dân số Hoa Kỳ là 22.299. Quận lỵ là Chipley, Florida. Quận Washington là một quận cấm rượu hay là một quận cấm bán rượu hoàn toàn.6

## Địa lý
Theo Cục điều tra dân số Hoa Kỳ, quận này có tổng diện tích 1.595 km² (616 mi²). 1.502 km² (580 mi²) là diện tích đất và 93 km² (36 mi²) (5,82%) là diện tích mặt nước.

### Các quận lân cận
- Quận Holmes, Florida - bắc
- Quận Jackson, Florida - đông bắc
- Quận Bay, Florida - nam
- Quận Walton, Florida - tây